# Peristernia carotiana
Peristernia carotiana is een slakkensoort uit de familie van de Fasciolariidae. De wetenschappelijke naam van de soort is voor het eerst geldig gepubliceerd in 1880 door Tapparone-Canefri.